# Rhynchina xylina
Rhynchina xylina là một loài bướm đêm trong họ Erebidae.